# Дворец Гуэль
Дворец Гуэль (кат. Palau Güell) — городской жилой дом в Барселоне на улице Каррер-Ноу-де-ла-Рамбла (кат. Carrer Nou de la Rambla), построенный Антони Гауди по заказу почитателя его таланта, каталонского промышленника Эусеби Гуэля.
Дворец, построенный в 1885—1890 годы, является одной из ранних работ знаменитого архитектора. В проекте дворца впервые нашло отражение соединение декоративных и структурных элементов, ставшее впоследствии характерной чертой его творчества. Гауди по-разному использовал в декоративном оформлении стальные несущие конструкции. Во дворце он спроектировал плоские византийские своды. На фасаде здания выделяются две пары больших ворот, через которые конные экипажи и повозки могли следовать непосредственно в нижние конюшни и погреба, в то время как гости могли подниматься по лестницам на верхние этажи.
В этом творении Гауди отчётливо прослеживается стремление архитектора отказаться от эклектического стиля в поисках новых форм. Если фасад ещё в некоторой степени напоминает венецианские палаццо, то интерьеры дворца открывают богатую обстановку, сочетающую в себе произведения декоративно-прикладного искусства, интарсии и мебель, изготовленную по специальному заказу для дворца. Отличается своеобразием и оформление стен и сводов дворца. Дымоходы на крыше дворца выполнены в форме различных фигур и напоминают о парке Гуэль.
В 1984 году дворец Гуэль вместе с другими архитектурными шедеврами Гауди был внесён в Список Всемирного наследия ЮНЕСКО.